# Mansilla de las Mulas
Mansilla de las Mulas (leóni nyelven Mansiella) település Spanyolországban, León tartományban. Lakosainak száma 1663 fő (2024).

## Földrajza
Mansilla de las Mulas Valdepolo, Santas Martas, Villanueva de las Manzanas, Mansilla Mayor és Villasabariego községekkel határos.

## Látnivalók
A belvárost övező, még az 1181-es újratelepülés előtt épült falak helyenként a 14 méteres magasságot és akár a 3 méteres vastagságot is elérik. A városfalhoz 6 félkör alakú bástya is tartozik, egymástól mintegy 40–40 méter távolságra. Az Esla folyón átívelő, 141 méter hosszú híd középkori (12. századi) eredetű, de 1573-ban újjáépítették. A város templomai közül 1220-ban épült a Szent Márton-templom, amelyet később többször is bővítettek, de később állapota leromlott. Tornya viszont fennmaradt, majd 1990-ben a teljes épület helyreállításához is hozzáláttak, benne kultúrházat hoztak létre. Szintén 1220-ban épült a Virgen de Gracia-kápolna, a Szent Ágoston-kolostort pedig 1491-ben alapították.

## Népesség
A település lakosságának változását az alábbi diagram mutatja:
| Lakosok száma | 1765 | 1811 | 1946 | 1975 | 1922 | 1859 | 1768 | 1733 | 1679 | 1663 |
|               | 2001 | 2004 | 2007 | 2009 | 2012 | 2014 | 2017 | 2019 | 2022 | 2024 |